# Периферин 2

Периферин 2 представляет собой белок, который у человека кодируется геном PRPH2. Периферин 2 находится в клетках палочек и колбочек сетчатки глаза. Дефекты этого белка являются причиной одной из форм пигментного ретинита, неизлечимой слепоты.
Мутации в гене PRPH2 связаны с вителлиформной макулярной дистрофией.

## Функция
Белок, кодируемый этим геном, является членом 4-х трансмембранных суперсемейств (англ. «member of the transmembrane 4 superfamily»), также известных как семейство тетраспанинов. Большинство из этих членов являются белками клеточной поверхности, которые характеризуются наличием четырёх трансмембранных спиралей. Тетраспанины являются посредником передачи сигналов событий, которые играют роль в регуляции клеточного развития, активизации, роста и подвижности.
Периферин 2 (иногда его называют периферин/RDS или просто RDS) является гликопротеином клеточной поверхности. Он найден во внешнем сегменте фоторецепторных клеток палочек и колбочек. Он расположен в обрамлении региона сплющенных дисков, содержащих родопсин, который является белком, ответственным за инициацию визуальной фототрансдукции при приеме света. Периферин 2 может функционировать в качестве молекул адгезии, участвующих в стабилизации и уплотнения наружных дисков сегмента или в поддержании кривизны обрамления. Этот белок имеет важное значение для круга морфогенеза.

## Клиническое значение
Дефекты в этом гене связаны как с центральной, так и периферической ретинальной дегенерацией. Некоторые из фенотипически различных расстройств — аутосомно-доминантный пигментный ретинит, прогрессирующая макулярная дегенерация, макулярная дистрофия и дигенический пигментный ретинит.